# Alloxysta
Alloxysta is een geslacht van vliesvleugelige insecten van de familie Figitidae.

## Soorten
- A. abdera Fergusson, 1986
- A. afer (Kieffer, 1904)
- A. albosignata Kieffer, 1902
- A. aperta (Hartig, 1841)
- A. aphidicida (Rondani, 1848)
- A. apteroidea Hellen, 1963
- A. brachycera Hellen, 1963
- A. brachyptera (Hartig, 1840)
- A. brevicella Belizin, 1966
- A. brevicornis (Kieffer, 1902)
- A. brevis (Thomson, 1862)
- A. brevitarsis (Thomson, 1862)
- A. cabrerai (Kieffer, 1904)
- A. cincta (Hartig, 1841)
- A. circumscripta (Hartig, 1841)
- A. citripes (Thomson, 1862)
- A. consobrina (Zetterstedt, 1838)
- A. crassicornis (Thomson, 1862)
- A. cursor (Hartig, 1840)
- A. discreta (Forster, 1869)
- A. femoralis (Hartig, 1841)
- A. flaviceps (Kieffer, 1902)
- A. flavicornis (Hartig, 1841)
- A. fracticornis (Thomson, 1862)
- A. fulviceps (Curtis, 1838)
- A. fusca (Dahlbom, 1842)
- A. fuscicornis (Hartig, 1841)
- A. fuscipes (Thomson, 1862)
- A. fuscitarsis Kieffer, 1904
- A. glebaria Hellen, 1963
- A. heptatoma Hellen, 1963
- A. islandica Hellen, 1931
- A. kiefferi Picard, 1919
- A. leunisii (Hartig, 1841)
- A. ligustri Evenhuis, 1976
- A. longicornis (Hartig, 1840)
- A. longipennis (Hartig, 1841)
- A. lutea (Ionescu, 1969)
- A. luteipes (Ionescu, 1969)
- A. macrophadna (Hartig, 1841)
- A. maxima Hedicke, 1914
- A. melanogaster (Hartig, 1840)
- A. melanothorax (Kieffer, 1902)
- A. musti (Rondani, 1875)
- A. nigricans Hellen, 1963

- A. nigripes (Thomson, 1877)
- A. nigrita (Thomson, 1862)
- A. obscurata (Hartig, 1840)
- A. orthocera (Kieffer, 1902)
- A. pallidicornis (Curtis, 1838)
- A. patens Hellen, 1963
- A. pedestris (Curtis, 1838)
- A. pilipennis (Hartig, 1840)
- A. pleuralis (Cameron, 1879)
- A. postica (Hartig, 1841)
- A. pusilla (Kieffer, 1902)
- A. ramulifera (Thomson, 1862)
- A. rufa (Ionescu, 1959)
- A. rufiventris (Hartig, 1840)
- A. sawoniewiczi (Kierych, 1988)
- A. semiaperta Fergusson, 1986
- A. silvestrii (Kieffer, 1908)
- A. silvicola (Belizin, 1928)
- A. soluta Hellen, 1963
- A. testacea (Hartig, 1840)
- A. testaceipes (Kieffer, 1902)
- A. transiens Kieffer, 1902
- A. tricolor (Kieffer, 1902)
- A. tscheki (Giraud, 1860)
- A. ullrichi (Giraud, 1860)
- A. unicolor Ionescu, 1969
- A. urticara (Kieffer, 1902)
- A. versicolor (Kieffer, 1904)
- A. victrix (Westwood, 1833)
- A. xanthocera (Thomson, 1862)
- A. xanthopa (Thomson, 1862)